# Сангачал
Сангачал (уст. Сангачалы; азерб. Səngəçal) — посёлок городского типа в Гарадагском районе города Баку, Азербайджан. Расположен в 32 км к юго-западу от районного центра — посёлка Локбатан. В посёлке расположена одноимённая железнодорожная станция (на линии Баку — Астара).
Статус посёлка городского типа с 1967 года.

## Достопримечательности
В Сангачале расположены 2 овдана XV века и каравансарай, которые являются памятниками архитектуры, и кладбище Софи Гамид которое является археологическим памятником.

## Население
| 1970 | 1979 | 1989 | 2011 |
| ---- | ---- | ---- | ---- |
| 2311 | 2591 | 3274 | 4200 |

## Этимология
Посёлок получил такое название от расположенных здесь одноимённых орографических объектов. Название тех, в свою очередь, происходит от слов татск. səng — «камень» и азерб. çal — «серый».